# Sleigh Bells (groupe)
Pour les articles homonymes, voir Sleigh Bells.
Sleigh Bells est un duo de dance-punk américain. Le groupe a sorti son premier album Treats le 11 mai 2010.

## Histoire
Fondé à New York, dans le quartier de Brooklyn, Sleigh Bells est composé de Derek E. Miller (chanteur, compositeur, guitariste et producteur) et de Alexis Krauss (chanteuse). Miller était à l'origine le guitariste du groupe punk hardcore Poison the Well, et Krauss un membre du groupe Rubyblue.
Le duo s'est rencontré et formé en 2008. Miller était le serveur d'Alexis et de sa mère dans un restaurant brésilien. Il a mentionné qu'il était à la recherche d'une chanteuse pour un projet musical. La mère de Krauss a spontanément proposé sa fille.
Le duo fit un concert au CMJ Music Marathon en octobre 2009. Ils sont repérés par M.I.A. et signé par son label N.E.E.T. et Mom + Pop. Il sort initialement quelques morceaux en ligne et attire l'attention du The Guardian, New York Times, Pitchfork, ABC News. The Guardian les nomme le groupe du jour en décembre 2009. Pitchfork place leur chanson Crown on the Ground à 57e place des meilleures chansons de 2009. Miller enregistre le titre Meds and Feds avec M.I.A. pour l'album Maya, et commence à enregistrer Treats avec Krauss en 2010.
Le groupe sort Tell 'Em, le premier single de leur 1er album Treats en téléchargement gratuit en ligne en avril 2010. Treats sort le 11 mai 2010 exclusivement sur l'iTunes Store par Mom + Pop Music.
La chanson Kids de leur 1er album est utilisé par MTV pour promouvoir la série en version américaine de Skins. Leur 1er album est le 40e meilleur de 2010 pour le NME, à la 16e place pour Pitchfork et à la 25e place pour les Inrockuptibles.
En 2012, la chanson Crown on the Ground de leur album Treats apparait dans le film Premium Rush avec Joseph Gordon Levitt.
En 2013, elle est utilisée comme bande originale pour le teaser du film The Bling Ring de Sofia Coppola.
En septembre 2013, leur titre Rill Rill est utilisé comme musique dans une publicité pour la marque Apple de l'Iphone 5C.
Cette même année, le groupe annonce son troisième album Bitter Rivals dont la sortie est prévue pour le 8 octobre.

## Discographie

### Albums
- Treats (2010) U.S. Billboard 200 #39, AUS #81[10]
- Reign Of Terror (2012)
- Bitter Rivals (2013)
- Jessica Rabbit (2016)
- Texis (2021)

### Demos
- Sleigh Bells (2009)

### Singles
- "Tell 'Em" (avril 2010)
- "Infinity Guitars" (novembre 2010)
- "Riot Rhythm" (2011)
- "Comeback Kid" (2012)
- "Bitter Rivals" (2013)
- "That Did It" (feat. Tink) (2014)
- "Rule Number One" (2016)
- "Hyper Dark" (2016)